# Khâu Diệu Tân
Khâu Diệu Tân (tiếng Trung: 邱妙津; bính âm: Qiū Miàojīn) là một tiểu thuyết gia người Đài Loan và là nhà văn đồng tính nữ nổi tiếng nhất Đài Loan. Chị được biết đến nhiều nhất qua tác phẩm Nhật ký Cá sấu xuất bản năm 1994. Sự nghiệp của chị, mặc dù ngắn ngủi, nhưng rất có dấu ấn và trùng hợp với sự xuất hiện của một số cuộc tranh luận then chốt giúp định hình các phong trào bảo vệ quyền LGBTQ mạnh mẽ của Đài Loan ngày nay.

## Tiểu sử
Khâu Diệu Tân sinh ngày 29 tháng 5 năm 1969 tại thành phố Chương Hoá, phía tây đảo Đài Loan. Khâu Diệu Tân lớn lên theo học tại trường Trung học phổ thông Đệ nhất Nữ sinh Đài Bắc, sau đó là tốt nghiệp ngành Tâm lý học tại Đại học Quốc lập Đài Loan vào năm 1991. Chị từng làm công việc tham vấn và sau đó làm phóng viên cho tuần báo The Journalist. Năm 1994, chị chuyển đến Paris sinh sống để tiếp tục học lên ngành Tâm lý học lâm sàng và Nữ luận tại Đại học Paris VIII, học tập với nhà triết học Hélène Cixous.
Khi ở Paris, chị đạo diễn một bộ phim dài ba mươi phút tên Ghost Carnival, và không lâu sau đó tự vẫn ở tuổi hai mươi sáu. Đa phần những tin đồn nói rằng chị tự đâm mình bằng một con dao bếp.

## Sáng tác
Lối viết của Khâu Diệu Tân có ảnh hưởng từ cấu trúc phi trần thuật của dòng phim avant-garde và phim thể nghiệm cũng như chủ nghĩa hiện đại trong văn học châu Âu và Nhật Bản. Tiểu thuyết của chị sử dụng thủ pháp ekphrasis (nghệ thuật miêu tả tác phẩm hình ảnh bằng lời) và chứa đựng những góc máy điện ảnh như một kiểu đối thoại với điện ảnh nghệ thuật châu Âu, trong đó có ám chỉ tới các đạo diễn như Andrei Tarkovsky, Theo Angelopoulos, Derek Jarman, và Jean-Luc Godard. Trong thời gian ở Paris, chị đã đạo diễn bộ phim ngắn Ghost Carnival. Các tác phẩm của chị với tư cách nhà làm phim hiện đang nằm trong bộ sưu tập thuộc Bảo tàng Nghệ thuật Hiện đại, New York.
Nhật ký Cá sấu là tác phẩm văn học nổi tiếng nhất của Khâu Diệu Tân. Qua tiểu thuyết này chị được truy tặng giải thưởng China Times Literature Award năm 1995. Biệt danh của nhân vật chính, La Tử (lazi), được dùng làm thuật ngữ lóng cho "người đồng tính nữ" trong văn hóa Đài Loan. Nhật ký Cá sấu xuất bản năm 1994, giữa lúc truyền thông Đài Loan đang điên cuồng xoay quanh vấn đề đồng tính nữ. Vào năm 1993, phóng viên của một đài truyền hình đã trà trộn vào quay lén một quán bar đồng tính nữ rồi phát tán trên truyền hình, khiến nhiều nạn nhân bị gia đình và xã hội phát hiện, một trong những nạn nhân ở đó đã tự sát vì áp lực xã hội khi cô bị "công khai" bất đắc dĩ. Bên cạnh đó còn có sự kiện tháng 7 năm 1994 khi hai nữ sinh tự sát bằng khí than trong nhà vệ sinh khách sạn, truyền thông cho rằng bi kịch xảy ra vì hai nữ sinh này là đồng tính nữ. Có tin đồn rằng hai cô gái tự sát là cặp đôi đồng tính học cùng trường trung học ưu tú mà Khâu Diệu Tân từng theo học. Thế nên, Nhật ký Cá sấu xuất hiện vào thời điểm đầy thử thách đối với cộng đồng người đồng tính Đài Loan, và theo lời của nhà văn người Đài Loan Hong Ling: "Vào mùa hè oi bức năm 1994, cuối cùng cũng đã xuất hiện, một con cá sấu mà không thể ngó lơ sự tồn tại của nó trên nền văn học ảm đạm và cằn cỗi của Đài Loan. Với tác phẩm này, tiếng nói của những người đồng tính nữ Đài Loan đã thực sự thể hiện được sức mạnh, cả trong chính cuốn tiểu thuyết lẫn trong tiếp nhận của độc giả đối với nó." Cùng với tác phẩm cuối cùng của Khâu Diệu Tân trước khi qua đời, Di thư từ Montmartre, Nhật ký Cá sấu đã được nhiều người mô tả là "một tác phẩm kinh điển sùng bái".
Di thư từ Montmartre là một cuốn tiểu thuyết thể thư tín (epistolary novel) bao gồm 20 lá thư có thể đọc theo bất kỳ thứ tự nào dựa trên khái niệm về tính bất định (indeterminacy) trong âm nhạc. Nhân vật Zoe với hai mươi lá thư được gửi cho Nhứ, người tình ở Đài Bắc, và Vĩnh, một người bạn tâm giao ở Tokyo, kèm theo những miêu tả về cuộc sống thường nhật ở Paris, về trường lớp, điện ảnh, những dự định cho tương lai, trăn trở suy nghĩ về sự tồn tại hay bản chất giới tính. Tác phẩm được cho là viết trong khoảng từ ngày 27 tháng 4 năm 1995 đến ngày 17 tháng 6 năm 1995, khoảng một tuần trước khi tác giả tự sát, những bức thư bắt đầu bằng lời đề tặng: "Dành cho chú thỏ con đã chết và bản thân tôi, sẽ sớm chết."
Năm 2007, một bộ nhật ký của Khâu Diệu Tân gồm hai tập đã được xuất bản di cảo.

## Di sản
Khâu Diệu Tân được công nhận là quốc bảo văn chương và là biểu tượng cho văn hóa phản kháng, đồng thời còn được mô tả như một "tử đạo" của phong trào đấu tranh cho quyền lợi của cộng đồng LGBT ở Đài Loan. Những tác phẩm của chị được dùng trong giảng dạy trong nhiều trường trung học và đại học ở quốc gia này và những tác phẩm ấy còn trở thành "hình mẫu văn chương cho nhiều nhà văn khao khát".
Cuốn sách Xoá Đi Nỗi Buồn (遣悲懷) của Lạc Dĩ Quân được viết để tưởng nhớ Khâu Diệu Tân. Nhà văn Đài Loan Li Kotomi chia sẻ rằng Nhật ký Cá sấu là nguồn cảm hứng sâu đậm cho cuốn tiểu thuyết Solo Dance năm 2017 của cô. Ocean Vuong chọn trích một câu trong Di thư từ Montmartre làm đề từ cho cuốn tiểu thuyết Một thoáng ta rực rỡ ở nhân gian.
Nhà nghiên cứu Fran Martin, chuyên nghiên cứu về lý thuyết Queer trong Hán học, đã viết rằng:
Khâu Diệu Tân là tác giả đồng tính nữ nổi tiếng nhất Đài Loan. [...] Tiểu thuyết của cô đôi khi bị cáo buộc là 'tiêu cực' quá mức về những gì người đồng tính nữ từng trải; tuy nhiên, địa vị của cô với tư cách là một người đồng tính nữ công khai và là một trí thức của công chúng cũng như sự trung thực và mãnh liệt về cảm xúc trong sáng tác của cô khiến cô trở thành một nhân vật có ý nghĩa lâu dài đối với độc giả đồng tính nữ của Trung Quốc ở khắp mọi nơi.
Năm 2017, cuộc đời và sự nghiệp của chị được làm thành một bộ phim tài liệu do Đài Truyền hình Hồng Kông sản xuất và được Evans Chan làm đạo diễn.

## Danh mục tác phẩm

### Tiểu thuyết
- 鱷魚手記  – 1994
  - Notes Of A Crocodile, bản dịch tiếng Anh của Bonnie Huie, New York Review Books Classics, 2017[24]
  - Nhật ký Cá sấu, bản dịch tiếng Việt của Tố Hinh, Nhà xuất bản Phụ nữ, 2022[25]
- 蒙馬特遺書 – 1996 (Di thư từ Montmartre)
  - Last Words from Montmartre,  bản dịch tiếng Anh của Ari Larissa Heinrich, New York Review Books Classics, 2014[26]

### Truyện ngắn
- 鬼的狂歡 – 1991 (Lễ hội ma)
- 寂寞的群眾 – 1995 (Đám đông cô đơn)
- Platonic Hair (柏拉图之发)– 1990, bản dịch tiếng Anh của Fran Martin trong cuốn Angelwings: Contemporary Queer Fiction from Taiwan, University of Hawai'i Press, 2003[27]
- Cage (囚徒) – 1988, bản dịch tiếng Anh của Shengchi Hsu, Strangers Press, 2024

### Xuất bản di cảo
- 邱妙津日記 – 2007 (Nhật ký Khâu Diệu Tân, 2 quyển), xuất bản di cảo của nhà xuất bản INK印刻